# Antheraea cinnamomea
Antheraea cinnamomea är en fjärilsart som beskrevs av Friedrich Wilhelm Niepelt 1929. Antheraea cinnamomea ingår i släktet Antheraea och familjen påfågelsspinnare. Inga underarter finns listade i Catalogue of Life.